# شب‌ها در رودانته (رمان)
«شب‌ها در رودانته» (انگلیسی: Nights in Rodanthe) یک کتاب از نیکلاس اسپارکس نویسنده آمریکایی است که توسط اشت بوک گروپ منتشر شد. در سال ۲۰۰۸ از این اثر نویسنده، اقتباسی سینمایی تحت همین عنوان به کارگردانی جرج‌سی وولف تهیه گردید.